# Lasioglossum cilicium
Lasioglossum cilicium är en biart som beskrevs av Ebmer 1972. Lasioglossum cilicium ingår i släktet smalbin, och familjen vägbin. Inga underarter finns listade i Catalogue of Life.